# Нагорное (Крым)
Наго́рное (до 1948 года — Махульду́р; укр. Нагірне, крымскотат. Mahuldür, Махульдюр) — село в Бахчисарайском районе Республики Крым, в составе Зелёновского сельского поселения (согласно административно-территориальному делению Украины — Зелёновского сельсовета Бахчисарайского района Автономной Республики Крым.

## Население
| 2001 | 2014 |
| ---- | ---- |
| 124  | ↗134 |

Всеукраинская перепись 2001 года показала следующее распределение по носителям языка
| Язык             | Процент |
| ---------------- | ------- |
| русский          | 43.55   |
| крымскотатарский | 40.32   |
| украинский       | 14.52   |
| белорусский      | 1.61    |

### Динамика численности
| - 1805 год — 115 чел. - 1864 год — 309 чел - 1886 год — 418 чел. - 1889 год — 466 чел. - 1892 год — 578 чел. - 1897 год — 689 чел. - 1902 год — 739 чел. - 1915 год — 460/8 чел. | - 1926 год — 360 чел. - 1939 год — 276 чел. - 1944 год — 325 чел. - 1989 год — 126 чел. - 2001 год — 124 чел. - 2009 год — 114 чел. - 2014 год — 134 чел. |

## Современное состояние
В Нагорном 2 улицы, площадь, занимаемая селом, 23 гектара, на которой в 42 дворах, по данным сельсовета на 2009 год, числилось 114 жителей. Село связано автобусным сообщением с Бахчисараем.

## География
Нагорное расположено в южной части района, в верховьях реки Бельбек, на западном склоне массива Бойка Крымских гор, высота центра села над уровнем моря 372 м. С востока над селом нависает самая высокая (1173 м.) вершина Бойки Сотира, (в переводе с греческого «Спаситель»). Транспортное сообщение осуществляется по региональной автодороге 35Н-044 Зелёное — Богатырь — Плотинное (1,5 километра от проходящего по Бельбекской долине шоссе 35Н-063) (по украинской классификации — С-0-10206). Расстояние до Бахчисарая от села около 35 километров, ближайшая железнодорожная станция — Сирень, примерно в 27 километрах.

## История
Историческое название Нагорного — Махульдур (есть вариант, что махулдар переводится как «плодородный»).
Время возникновения и ранняя история селения пока не известны: по выводам историка Веймарна, поселение на месте Нагорного существовало уже в VIII веке. В средневековье село, как и вся округа, принадлежала княжеству Феодоро, входя, видимо, в вотчину крупного церковно-феодального комплекса X—XV веков на горе Бойка. До сих пор сохранилась старинная дорога, ведущая от села на вершину Сотира, где находятся развалины церкви Христа Спасителя. После падения в 1475 году
Мангупа. Махульдур был присоединён к Османской империи в составе Мангупского кадылыка эялета Кефе — возможно, под названием Сотира, деревня, как приписанная к Инкирману, отмечена в материалах османской переписи 1520 года, согласно которой числилось 7 семей и 2 взрослых холостяков мусульман и 15 семей (из них 1 — потерявшая мужчину-кормильца) немусльманских. По переписи 1542 года в Сотира, подчинявшейся уже Балыклагу (Балаклаве), в деревне всего 4 мусульманских семьи. Первое документальное упоминание селения встречается в «Османском реестре земельных владений Южного Крыма 1680-х годов», согласно которому в 1686 году (1097 год хиджры) махалле Махадыр (принадлежащее селению Бахадыр) входил в Мангупского кадылыка эялета Кефе. Всего упомянуто 26 землевладельцев, владевших 373-мя дёнюмами земли. После обретения ханством независимости по Кючук-Кайнарджийскому мирному договору 1774 года «повелительным актом» Шагин-Гирея 1775 года селение было включено в Крымское ханство в состав Бакчи-сарайского каймаканства Мангупскаго кадылыка, что зафиксировано и в Камеральном Описании Крыма… 1784 года (как Макалдыр). Видимо, к тому времени христиан в Махульдуре не осталось, поскольку ни в «Ведомости о выведенных из Крыма в Приазовье христианах» А. В. Суворова, ни в ведомости митрополита Игнатия деревня не фигурирует.
После присоединения Крыма к России (8) 19 апреля 1783 года, (8) 19 февраля 1784 года, именным указом Екатерины II сенату, на территории бывшего Крымского Ханства была образована Таврическая область и деревня была приписана к Симферопольскому уезду. После Павловских реформ, с 1796 по 1802 год, входила в Акмечетский уезд Новороссийской губернии. По новому административному делению, после создания 8 (20) октября 1802 года Таврической губернии, Махульдур был определён центром Махульдурской волости Симферопольского уезда.
По Ведомости о всех селениях в Симферопольском уезде состоящих с показанием в которой волости сколько числом дворов и душ… от 9 октября 1805 года, в деревне Махчидур числилось 23 двора и 115 жителей, исключительно крымских татар. На военно-топографической карте генерал-майора Мухина 1817 года деревня Мухалдыр обозначена с 40 дворами. После реформы волостного деления 1829 года Мохолдур, согласно «Ведомости о казённых волостях Таврической губернии 1829 года», отнесли к Узенбашской волости (переименованной из Махульдурской).
Именным указом Николая I от 23 марта(по старому стилю) 1838 года, 15 апреля был образован новый Ялтинский уезд и деревню передали в Богатырскую волость нового уезда. На карте 1836 года в деревне 78 дворов, как и на карте 1842 года.
В 1860-х годах, после земской реформы Александра II, деревня осталась в составе преобразованной Богатырской волости. Согласно «Списку населённых мест Таврической губернии по сведениям 1864 года», составленному по результатам VIII ревизии 1864 года, Махульдур — казённая татарская деревня с 69 дворами, 309 жителями и двумя мечетями у подошвы горы Бойка (на трёхверстовой карте Шуберта 1865—1876 года обозначено 60 дворов). На 1886 год в деревне Махжевдур, согласно справочнику «Волости и важнѣйшія селенія Европейской Россіи», проживало 418 человек в 71 домохозяйстве, действовали 2 мечети и школа. Согласно «Памятной книге Таврической губернии 1889 года, по результатам Х ревизии 1887 года, в деревне числилось 95 дворов и 466 жителей. На верстовой карте 1891 года в деревне обозначено 105 дворов с татарским населением.
После земской реформы 1890-х годов деревня осталась в составе Богатырской волости. Согласно »…Памятной книжке Таврической губернии на 1892 год", в деревне Махульдур, входившей в Гавринское сельское общество, было 578 жителей в 81 домохозяйстве, владевших 222 десятинами и 1990 кв. саженью собственной земли. Также, совместно с другими 13 деревнями Коккозского округа, жители имели в общем владении ещё 13 000 десятин. По переписи 1897 года в селе числилось 689 человек, все крымские татары. По «…Памятной книжке Таврической губернии на 1902 год» в деревне числилось 739 жителей в 75 дворах, владевших 122 десятинами в личном владении отдельно каждого домохозяина под фруктовым садом, сенокосами и пашнями. На 1914 год в селении действовала земская школа. По Статистическому справочнику Таврической губернии. Ч.II-я. Статистический очерк, выпуск восьмой Ялтинский уезд, 1915 год, в селе Махульдур Богатырской волости Ялтинского уезда, числилось 93 двора с татарским населением в количестве 460 человек приписных жителей и 8 — «посторонних». Во владении было 269 десятин земли, с землёй были 86 дворов и 7 безземельных. В хозяйствах имелось 40 лошадей, 26 волов, 56 коров, 87 телят и жеребят и 100 голов мелкого скота.
После установления в Крыму Советской власти, по постановлению Крымревкома от 8 января 1921 года была упразднена волостная система и село вошло в состав Коккозского района Ялтинского уезда (округа). Постановлением Крымского ЦИК и Совнаркома от 4 апреля 1922 года Коккозский район был выделен из Ялтинского округа и сёла переданы в состав Бахчисарайского района Симферопольского округа. 11 октября 1923 года, согласно постановлению ВЦИК, в административное деление Крымской АССР были внесены изменения, в результате которых округа (уезды) были ликвидированы, Бахчисарайский район стал самостоятельной единицей и село включили в его состав. Согласно Списку населённых пунктов Крымской АССР по Всесоюзной переписи 17 декабря 1926 года, в селе Махульдур, Богатырского сельсовета Бахчисарайского района, числился 151 двор, все крестьянские, население составляло 360 человек (178 мужчин и 182 женщины), все татары, действовала татарская школа. В 1935 году, в примерных границах бывшго Коккозского района, был создан новый Фотисальский район, в том же году, переименованный Куйбышевский, которому переподчинили село. По данным всесоюзной переписи населения 1939 года в селе проживало 276 человек.
После освобождения Крыма, согласно Постановлению ГКО № 5859 от 11 мая 1944 года почти все жители Махульдура были выселены в Среднюю Азию. На май того года в селе учтено 325 жителей (80 семей), все крымские татары; было принято на учёт 60 домов спецпереселенцев. 12 августа 1944 года было принято постановление № ГОКО-6372с «О переселении колхозников в районы Крыма», по которому в район из сёл УССР планировалось переселить 9000 колхозников и в сентябре 1944 года в район приехали первые новоселы (2349 семей) из различных областей Украины, а в начале 1950-х годов, также с Украины, последовала вторая волна переселенцев. С 25 июня 1946 года Махульдур в составе Крымской области РСФСР. Согласно указу Президиума Верховного Совета РСФСР от 18 мая 1948 года село Махульдур было переименовано в Нагорное. 26 апреля 1954 года Крымская область была передана из состава РСФСР в состав УССР. Время включения в состав Зелёновского сельсовета пока не установлено: на 15 июня 1960 года село уже числилось в его составе. Указом Президиума Верховного Совета УССР «Об укрупнении сельских районов Крымской области», от 30 декабря 1962 года, Куйбышевский район упразднили и Нагорное отнесли к Бахчисарайскому. По данным переписи 1989 года в селе проживало 126 человек. С 12 февраля 1991 года село в восстановленной Крымской АССР, 26 февраля 1992 года переименованной в Автономную Республику Крым. С 21 марта 2014 года в составе Крыма аннексировано Россией.

## Известные уроженцы
- Шамиль Алядин — крымскотатарский прозаик, поэт и общественный деятель.